# 北薹草
北薹草（学名：Carex obtusata）为莎草科薹草属的植物。分布于亚洲北部、北美、欧洲北部和中部以及中国大陆的吉林、黑龙江、新疆等地，生长于海拔2,500米的地区，多生于林下或林缘草地，目前尚未由人工引种栽培。